# Verset
Pour l’article homonyme, voir Versets.

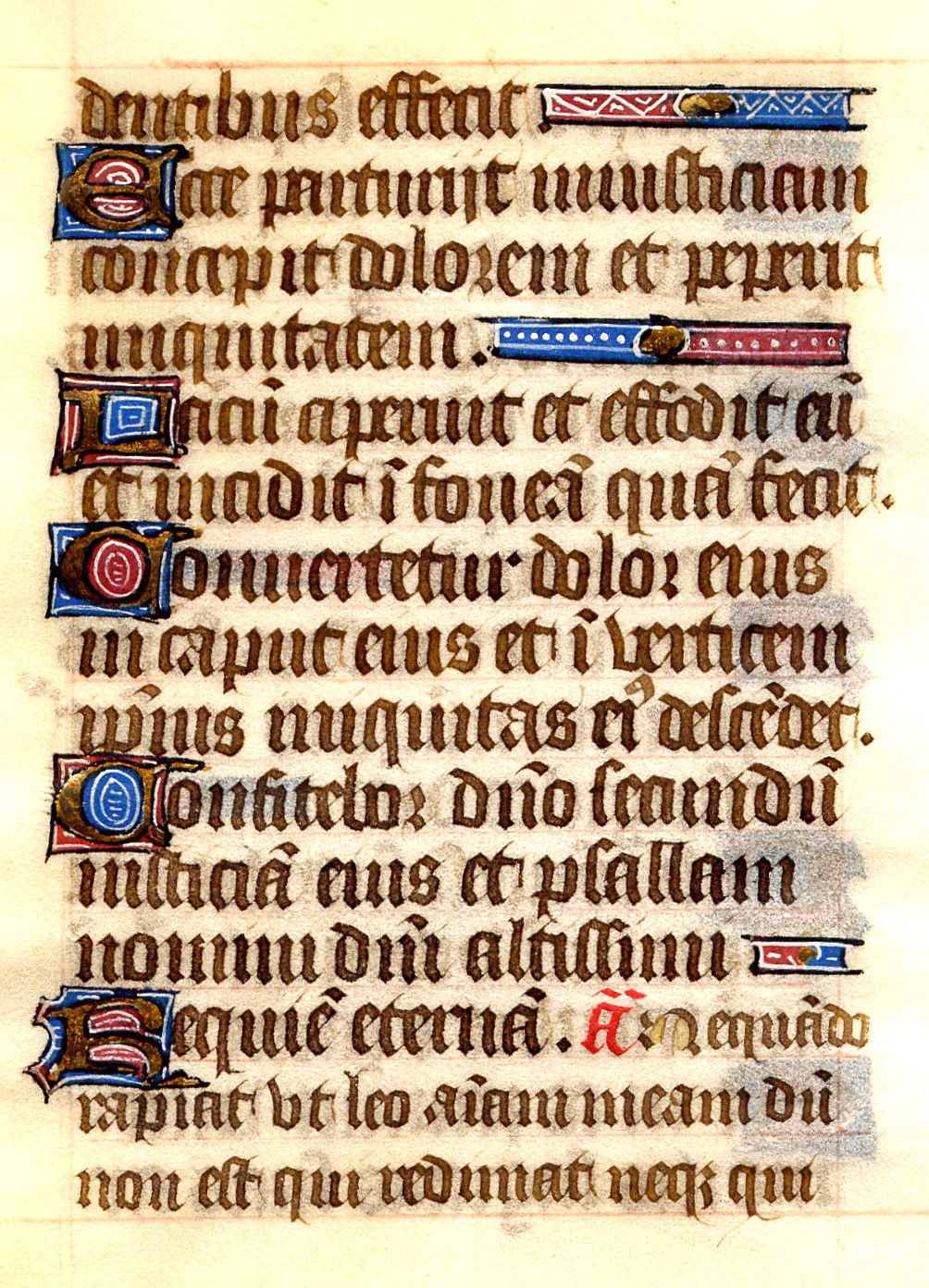
Livre d'heure français du XVe siècle. Psaume 7, verset 15 à 18. Les versets sont délimités par les lettrines. Les trois dernières lignes sont l'antienne liturgique du Psaume (Ps 7, 3).

Un verset est un petit paragraphe qui forme une division d'un chapitre dans un livre sacré, tel que la Bible ou le Coran, ou encore d'un poème.

## Bible chrétienne
Les versions classiques du canon protestant de la Bible (David Martin, Osterwald, Segond et dérivées, Darby, Semeur, King James) comportent 31 102 versets : 23 145 dans l'Ancien Testament, 7 957 dans le Nouveau. Leur nombre varie selon les versions, en raison du découpage de certains psaumes qui incluent ou non les dédicaces.
Mise à part la versification liturgique de certains livres bibliques (Psaumes, hymnes bibliques), le découpage et la numérotation en versets se développent grâce au dominicain Santi Pagnini (1470–1541) puis à l'imprimeur français Robert Estienne, à l'occasion de son édition de la Bible de 1551.

## Dans le Coran
Contrairement à la Bible, selon la théologie musulmane, la division du Coran en chapitres (sourates) et en versets (âya) est originelle[réf. nécessaire].
Le Coran est ainsi composé d'exactement 6 236 versets.
Le mot âyâ (qui signifie en arabe signe divin ou miracle) utilisé pour nommer les versets coraniques n'est pas seulement un terme typographique ou de mise en page mais sous-entend que chaque verset est une révélation miraculeuse. Comme plusieurs termes liés au Coran, ce terme a une origine syriaque dans le sens de "signe", "feu d'alarme" ou "moyen de signalisation".
Les versets les plus courts dans le Coran sont formés d'une seule lettre (comme le premier verset de la sourate 38: ص) et le verset le plus long est le verset 282 de la sourate 2 "La Vache".

## Poésie
Plusieurs poètes ont écrit en versets : Friedrich Hölderlin, Charles Péguy, Paul Claudel, Saint-John Perse...